# Alliage de fer et de nickel

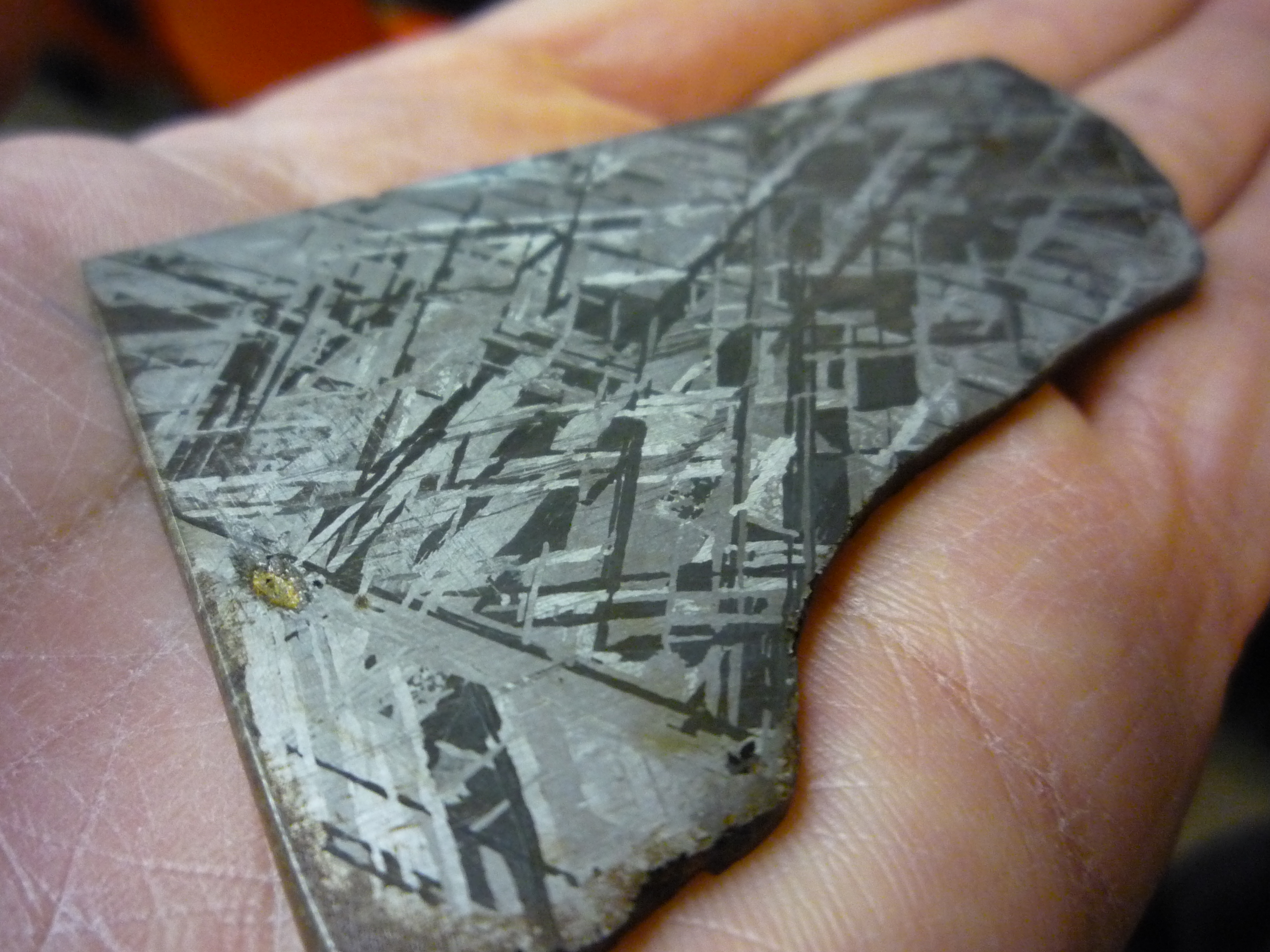
Figures de Widmanstätten sur une section d'une météorite de fer. Ces figures sont dues à la séparation d'un alliage Fe-Ni (initialement homogène, à haute température) en deux alliages de richesses en nickel différentes (au cours d'un lent refroidissement). Collection de météorites du département de physique de l'université d'État polytechnique de Californie.

Un alliage de fer et de nickel est un alliage métallique constitué principalement de fer et de nickel. On appelle souvent aussi alliages de fer et de nickel des matériaux qui sont en réalité des composés intermétalliques du fer et du nickel, ou des assemblages de composés intermétalliques.
Les alliages de fer et de nickel existent dans la nature sur Terre (fer tellurique et fer météorique) et dans la Terre (noyau interne), ainsi que dans divers autres corps du Système solaire (astéroïdes de type M, noyaux planétaires). Dans ce contexte on les qualifie souvent de fer-nickel (Fe-Ni).
De nombreux alliages de fer et de nickel sont produits par l'industrie métallurgique et commercialisés, en raison de leurs propriétés mécaniques, thermiques ou magnétiques. L'industrie chimique utilise aussi certains alliages de fer et de nickel pour leurs propriétés catalytiques.

## Inventaire
Le tableau ci-dessous présente un panorama des principaux alliages de fer et de nickel, naturels ou produits de l'industrie.
| Nom                                    | Description | Fraction massique de nickel ou formule chimique                               |
| -------------------------------------- | --- | ----------------------------------------------------------------------------- |
| Acier maraging                         | Un acier de grandes résistance mécanique et dureté, tout en gardant une bonne ductilité.                                                              | 15 à 25 %                                                                     |
| Antitaénite (en)                       | Un composé intermétallique présent dans les météorites.                                                                                               | Fe3Ni                                                                         |
| Austénite et fer γ                     | Le nickel dissous dans le fer γ (un allotrope du fer) ou l'austénite (une solution solide du carbone dans le fer γ) en accroît le champ de stabilité. |                                                                               |
| Awaruite                               | Un composé intermétallique présent dans les météorites et dans les serpentinites.                                                                     | Ni2-3Fe                                                                       |
| Cunife                                 | Un alliage de faible coefficient de dilatation thermique (voisin de ceux de certains verres).                                                         | 20 % (et 60 % de cuivre)                                                      |
| Élinvar                                | Un acier dont les coefficients élastiques dépendent très peu de la température.                                                                       | 36 % (et 12 % de chrome)                                                      |
| Fer météorique et métal des météorites | Un assemblage de kamacite et de taénite, avec un peu de tétrataénite, d'antitaénite (en) et d'awaruite.                                               | 5 à 30 %                                                                      |
| Fer tellurique                         | Un alliage naturel d'origine terrestre, moins riche en nickel que le fer météorique.                                                                  | 0,05 à 4 %                                                                    |
| Fernico II                             | Un alliage de faible coefficient de dilatation thermique (voisin de ceux de certains verres).                                                         | 31 % (et 15 % de cobalt)                                                      |
| Ferronickel                            | Un ferroalliage de pureté variable. | 20 à 40 %                                                                     |
| Fonte brute de nickel                  | Un ferroalliage de pureté variable, moins riche en nickel que le ferronickel.                                                                         | moins de 15 %                                                                 |
| Invar                                  | Un acier dont le coefficient de dilatation thermique dépend très peu de la température.                                                               | 36 %                                                                          |
| Kamacite                               | Un alliage naturel, présent dans les météorites (fer météorique).                                                                                     | 5 à 12 %                                                                      |
| Kovar et Fernico I                     | Un alliage de faible coefficient de dilatation thermique (voisin de ceux des verres durs), utilisé pour le scellement verre/métal ou céramique/métal. | 29 % (et 17 % de cobalt)                                                      |
| Mu-métal                               | Un acier de forte perméabilité magnétique. | 77 % (avec 5 % de cuivre et 3 % de molybdène) ou 80 % (avec 5 % de molybdène) |
| Ni-resist                              | Une fonte au nickel de bonne résistance aux températures basses ou élevées, aux variations thermiques et à la corrosion.                              | 10 à 40 %                                                                     |
| Noyau terrestre                        | Le noyau externe (liquide) et le noyau interne (solide) sont principalement constitués de fer et de nickel.                                           | environ 5,5 %                                                                 |
| Noyaux planétaires                     | Les planètes telluriques, certains astéroïdes et certains satellites ont un noyau principalement constitué de fer et de nickel.                       | variable                                                                      |
| Permalloy                              | Une gamme d'alliages de grande perméabilité magnétique.                                                                                               | 45 à 79 % (et 0 à 5 % de molybdène)                                           |
| Taénite                                | Un alliage naturel, présent dans les météorites (fer météorique).                                                                                     | 25 à 65 %                                                                     |
| Tétrataénite                           | Un composé intermétallique présent dans les météorites.                                                                                               | FeNi                                                                          |